# Terrie Miller
Terrie Norlene Miller (* 10. März 1978 in Green Bay, Vereinigte Staaten) ist eine ehemalige norwegische Schwimmerin. Sie gewann bei Europameisterschaften auf der 25-Meter-Bahn je einmal Gold, Silber und Bronze.

## Sportliche Karriere
Bei den Sprinteuropameisterschaften 1994 in Stavanger gewann die Schwedin Emma Igelström über 50 Meter Brust mit einer Hundertstelsekunde Vorsprung vor der Norwegerin Elin Austevoll, 0,29 Sekunden hinter ihrer Landsfrau erkämpfte Terrie Miller die Bronzemedaille.
1996 bei den Olympischen Spielen in Atlanta schwamm Terrie Miller die 20. Vorlaufzeit unter 46 Teilnehmerinnen. Im Dezember 1996 bei den Kurzbahneuropameisterschaften in Rostock gewann die Österreicherin Vera Lischka über 50 Meter Brust mit 0,11 Sekunden Vorsprung vor Terrie Miller. Über 100 Meter Brust drehte sich das Ergebnis um, Miller siegte mit 0,27 Sekunden Vorsprung vor Lischka.
Miller nahm 1999 an der Universiade in Palma de Mallorca teil, schied aber als 20. der Vorläufe über 200 Meter Brust aus. Bei den Kurzbahnweltmeisterschaften 1999, den Europameisterschaften 2000 und den Kurzbahneuropameisterschaften 2000 erreichte sie jeweils das Halbfinale, aber keinen Endlauf mehr.